# Calomyscus
Genre
Le genre Calomyscus,  les Calomysques ou Hamsters souriciformes  comprend les espèces suivantes :
- Calomyscus bailwardi Thomas, 1905
- Calomyscus baluchi Thomas, 1920
- Calomyscus hotsoni Thomas, 1920
- Calomyscus mystax Kashkarov, 1925
- Calomyscus tsolovi Peshev, 1991
- Calomyscus urartensis Vorontsov and Kartavseva, 1979